# Myristica pubicarpa
Espèce
Statut de conservation UICN

 VU D2 : Vulnérable
Myristica pubicarpa est une espèce de plantes du genre Myristica de la famille des Myristicaceae.